# Velites

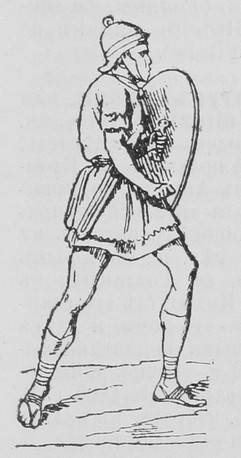
Velites

A velites könnyűgyalogos katonák a Római Birodalomban a köztársaság idején.
A velites fegyvernemet leginkább a lovasság támogatására szánták, de elláttak előcsatározó feladatokat. Ez azt jelentette, hogy az előőrsökben szolgáltak és fegyverükkel a pilummal és/vagy gerellyel meggyengítették az ellenség vonalait. A hastatikkal és a triariikkal egyetemben egy-egy manipulusban szolgáltak. A veliteket a második pun háború után kezdték toborozni a legszegényebb polgárok közül, akiknek csak szegényes felszerelésre volt elegendő vagyonuk.
A mariusi hadseregreformok után a fegyvernem megszűnt, mivel minden harcos az államtól kapta az uniformizált nehézfegyverzetet. A veliteshez hasonló fegyverzet au auxiliaris alakulatoknál tűntek fel később.